# Dolf Ketelaar
Adolphe (Dolf) Johan Louis Ketelaar (Arnhem, 25 juni 1896 - Warmond, 6 september 1944) was een Nederlands burgemeester. Hij was van 1930 tot 1944 burgemeester van Warmond. Op 6 september 1944 werd burgemeester Ketelaar geëxecuteerd door de Duitsers en is daarna begraven op de Rooms-katholieke begraafplaats van Warmond.
Aan de binnenkant van de buitenmuur rond begraafplaats De Oude Toren van de Protestantse Gemeente Warmond, de plek waar Ketelaar werd vermoord, is een gedenkplaat als monument aangebracht. Het monument werd op 5 mei 1995 onthuld en bestaat uit een rechthoekige plaquette van brons waarop de volgende tekst is geschreven:
HIER WERD BURGEMEESTER KETELAAR

OP 6 SEPTEMBER 1944

LAFHARTIG NEERGESCHOTEN.